# Bleptina limitalis
Bleptina limitalis là một loài bướm đêm trong họ Noctuidae.